# روگر جیمز الیوت
راجر جیمز الیوت (انگلیسی: Roger James Elliott؛ زاده ۸ دسامبر ۱۹۲۸ - درگذشته ۱۶ آوریل ۲۰۱۸) یک فیزیک‌دان اهل بریتانیا بود.